# 베오그라드 공세
베오그라드 공세(러시아어: Белградская операция)는 1944년 9월 14일부터 11월 24일에 걸쳐 소련의 붉은 군대와 유고슬라비아 파르티잔, 불가리아 인민군이 연합하여 베오그라드를 점령한 나치 독일의 독일 국방군을 축출한 군사 작전이다. 연합군은 별도의 명령 체계로 분산되어 있었으나 느슨한 연계를 통해 베오그라드를 탈환하는 데 성공하였다.
불가리아 제2군이 합류된 소련의 제3 우크라이나 전선군이 공세를 개시하여, 제2 우크라이나 전선군이 북방에서 공격하고, 유고슬라비아 파르티잔 제1군이 서방에서, 그리고 불가리아 제1군, 제3군, 제4군이 남측에서 공격에 가담하였다. 이에 대항한 추축국 군사는 독일 국방군과 세르비아 괴뢰 정부군의 혼성 군집단인 군집단 E와 독일군으로 편성된 군집단 F였다.
베오그라드 공세의 2차 목적은 그리스와 알바니아 방면의 독일 집단군 E를 격퇴하고 베오그라드와 헝가리를 가로질러 테살로니키까지 이어지는 철로를 확보하는 것이었다.

## 배경
1944년 여름, 독일은 유고슬라비아 산악 지대 전역에 대한 통제를 상실했을 뿐 아니라 본국과의 통신선마저 보호할 수 없었다. 그들은 모든 전선에서 공세가 시작되리라는 것을 예측하지 못하였고, 9월에는 베오그라드와 세르비아 전체가 조만간 그들로부터 해방될 것이 분명해졌다. 여름 몇 달 동안 그 동안 볼 수 없던 최상의 움직임이 있었는데, 무장시키고 훈련시키는 수 보다 많은 신병들이 몰려들어 적군의 수를 상회하였다. 저항군은 하나 씩 다가가 목표물을 획득하였다. 
 — 배질 데이비드슨

1944년 9월 독일의 두 집단군이 발칸반도(유고슬라비아, 그리스, 알바니아)에 파견되었다. 남쪽을 관할하는 집단군 E와 북쪽을 관할하는 집단군 F였다. 이는 8월에 불가리아군과 루마니아군이 교대로 공세를 펼친 이아시-키시너우 공세에서 패퇴한 독일군을 재편한 조치로서, 소련의 붉은 군대가 발칸반도로 진격하자 독일군은 집단군 E를 헝가리로 후퇴시키고, 기존의 집단군 F는 재편하여 집단군 세비아를 신설하였다.
9월 9일 불가리아에서 쿠데타가 일어나 파시즘을 지지하던 왕정이 붕괴되고 오테체스트벤 프론트(불가리아어: Отечествен фронт, ОФ 조국 전선)을 이끌던 키몬 게오르지에프가 새 정부의 수반이 되었다. 새 정부는 권력을 획득한 직후 독일과 전쟁을 선포하였다. 새 정부는 친소련을 표방하였고, 455,000 명 4 개의 군단으로 이루어진 기동성이 뛰어난 강력한 불가리아군을 보유하였다. 1944년 10월 초, 불가리아는 340,000명으로 추정되는 군대를 불가리아와 유고슬라비아 국경 지역에 집결시켰다.
한편, 9월 말 소련의 표도르 톨부힌 원수가 이끄는 제3 우크라이나 전선군 역시 불가리아와 유고슬라비아의 접경 지역에 당도하였다. 소련의 야전군 가운데 하나였던 제57군은 비딘에 집결하였고, 그 사이 불가리아 제2군 은 제3 우크라이나 전선군의 작전 참모 키릴 스탄체프의 지휘에 따라 니시에 집결하였는데, 이 곳은 유고슬라비아, 불가리아, 그리스로 뻗어있는 철로들의 교차점이었다. 이 때문에 유고슬라비아 파르티잔은 제13여단과 제14여단을 니시로 보내 소련의 제57군을 지원하였다. 소련의 제2 우크라이나 전선군 제46군은 루마니아 영토인 테레고바 강 유역에 주둔하여 베오그라드의 북쪽에 있는 브르샤츠와 헝가리 사이의 철도를 차단하였다.
베오그라드 공세가 시작되기 이전에 소련과 유고슬라비아 파르티잔 사이에는 이미 협력 체계가 마련되었는데, 유고슬라비아 파르티잔을 이끌던 요시프 브로즈 티토 원수는 9월 21일 친소련 정부가 들어선 루마니아에 도착한 뒤 모스크바로 가 스탈린을 만났다. 이 회동에서 티토와 스탈린은 불가리아 군대가 유고슬라비아 영내에서 작전을 수행하는 것에 합의하였다.

## 공세

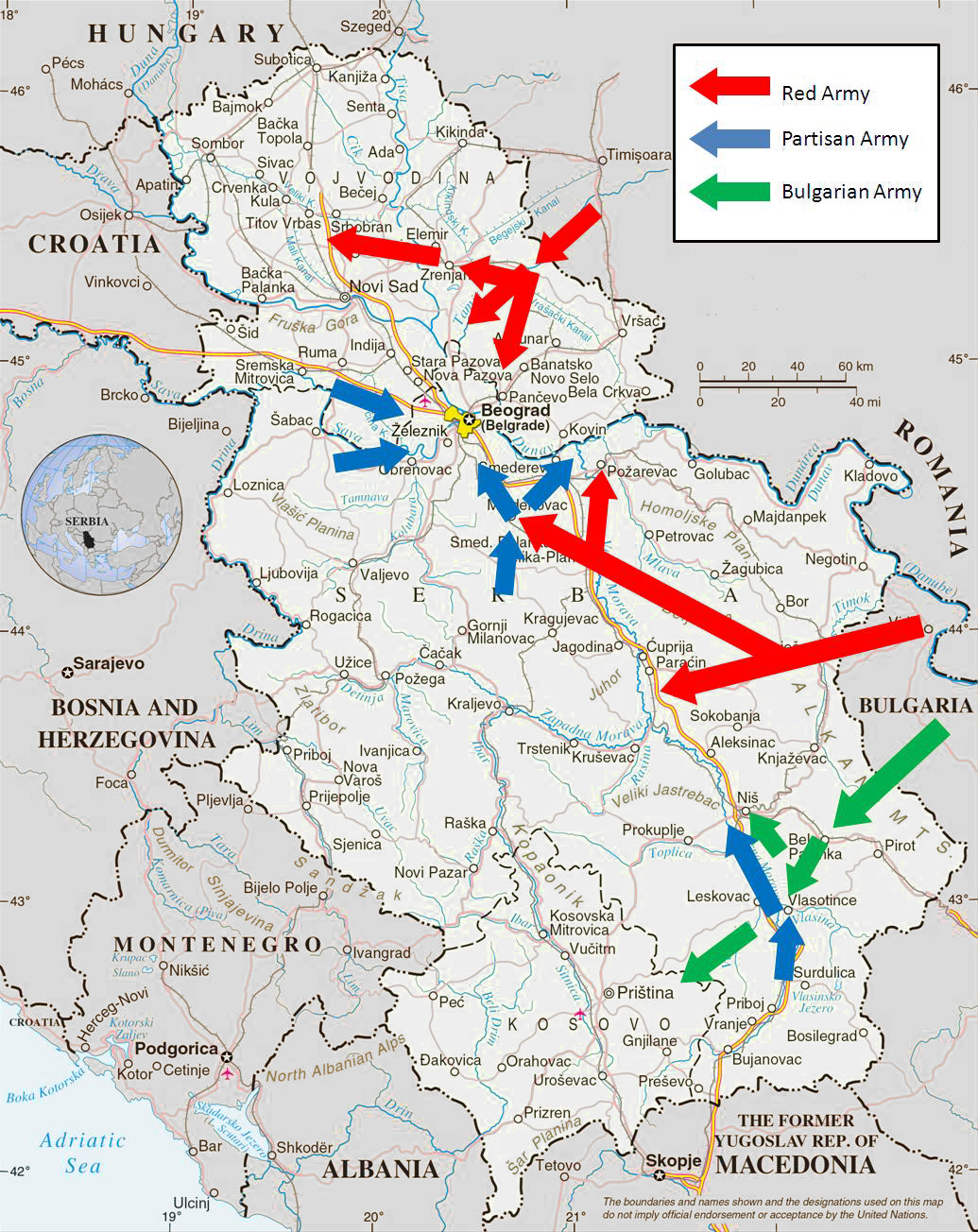
베오그라드 공세 당시 연합군 측의 진격로.
적색: 소련군
청색: 파르티잔
녹색: 불가리아군

공세 개시 전인 9월 15일부터 21일 사이, 제3우크라이나전선군 소속의 소련 공군 제17비행단은 그리스에서 유고슬라비아 남부로 독일군이 유입되는 경로를 차단하기 위하여 니시, 스코페, 크루셰보 등지에 있는 철로를 공습하여 파괴하였다.
공세는 불가리아 제2군이 유고슬라비아 남부에서 전선의 측면을 공격하며 시작되었다. 불가리아 제2군은 레스코바츠-니시 지역으로 공격해 들어갔고, 곧바로 독일의 제7무장친위대 의용산악사단 “프린츠 유진”과 교전을 벌었다. 이틀 뒤 유고슬라비아 파르티잔은 체트니치와 세르비아 전선 방위군의 혼성 부대를 격퇴하고 블라소틴셰를 탈환하였다. 불가리아군은 10월 8일 화기여단을 앞세워 독일군의 거점인 벨라 팔란카를 공격하였고, 이틀 뒤 블라소틴셰에 도달하였다. 불가리아 정찰 대대가 모라바와 니시 사이를 횡단하는 사이에, 파르티잔 제47군과 불가리아 제15여단으로 구성된 혼성 부대는 10월 12일 레스코바츠에서 독일군을 몰아내었다. 이로서 공격 목표인 프린츠 유진의 격퇴를 달성하진 못하였으나, 불가리아군은 코소보 해방 작전을 시작하였고, 그리스에 남아있던 독일 집단군 E는 수송로가 완전히 차단되어 고립되었다. 10월 17일 불가리아 선발대가 구르슘리아에 도착하였다. 11월 5일 화기여단은 프레폴락 회랑에서 많은 희생을 낸 끝에 포두예보를 탈환하였다. 그러나 11월 21일까지도 프리스티냐는 독일군 수중에 남아 있었다.
소련 제57군은 9월 28일 비딘 지역에서 공세를 시작하여 베오그라드로 향하였다. 제57군 소속 제64소총대는 비딘 남부에서 모라바강을 건너 파라친으로 향했고, 제68소총대는 비딘을 통과하여 믈라데노바츠로 향했으며, 제75소총대가 전선의 북면을 맡아 투르세베린에서 포자레바츠로 향하였다. 소련 제57군은 작전 수행 중에 다뉴브 소함대의 지원을 받아 다뉴브강을 이용해 물자와 병력을 수송할 수 있었다. 한편, 이 동안 유고슬라비아 파르티잔 제14군은 페트로바츠 남부에 도착하여 소련 제17비행단의 지원을 받으며 세르비아 동부 산악 지역에서 전선을 방위하던 적군을 격퇴하였다. 10월 8일 유고슬라비아 파르티잔은 몰라바 강 유역의 벨리카플라나와 팔란카 두 지역에 교두보를 확보하였다. 10월 12일 소련의 제4기계화방위대가 불가리아에서 유고슬라비아의 동남측 국경을 넘어 베오그라드로 진격하는 사이 유고슬라비아 파르티잔의 제1프롤레타리아사단과 제2슬라보니아사단은 사바강을 넘어 베오르라드 서쪽에 교두보를 마련하였다.
전선의 북면에서는 소련의 제2우크라이나전선군의 제46군이 독일군의 방어선을 뚫고 베오그라드 북쪽을 공격하였다. 제46군은 제5비행단의 지원을 받아 티서강을 건너 베오그라드로 가는 철로를 파괴하여 독일군의 보급선을 차단하였다. 제46군의 제10소총방위대는 티미셰 강을 도하하여 티서강의 판체보 북방지역에서 베오그라드와 노비사드를 연결하는 철로를 획득하였다. 이어서 소련의 제31소총방위대가 페트로브그라드를 탈환하였고, 제37소총대는 티서강을 도하한 후 노비사드에서 수보티차로 연결되는 철로를 확보하여 이후 이어질 부다페스트 공세를 준비하였다.

### 베오그라드 시가전
10월 14일 소련의 제4기계화방위군과 유고슬라비아 파르티잔의 제12군이 베오그라드 시가로 진입하였다. 베오그라드 시가에는 수천 명의 독일군이 남아 저항하였으며 시가전은 몇 일 동안 계속되었다. 10월 20일 소련군과 유고슬라비아 파르티잔은 베오그라드를 완전히 탈환하였다. 그 사이 유고슬라비아 파르티잔의 제13군과 불가리아 제2군 은 동남방의 니시와 레스코바츠에서 독일 집단군 E와 교전하여 독일군을 몬테네그로와 보스니아의 산악지역으로 몰아넣었다. 이로 인해 헝가리에 있던 독일군은 유고슬라비아 전역 전투에 가담할 수 없었다.

## 참전 현황
베오그라드 공세에 참전한 군사는 다음과 같다.

### 소련
- 제3우크라이나전선군

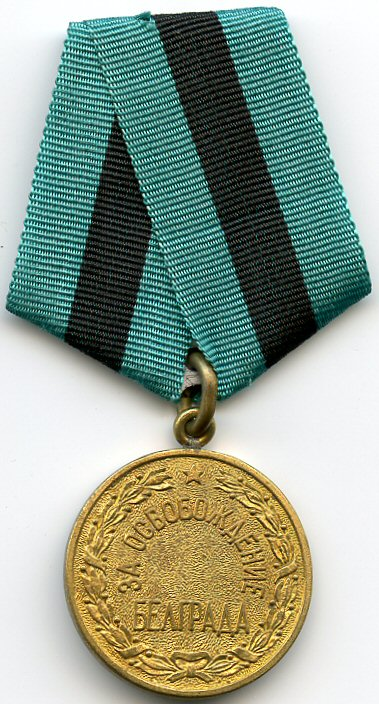
베오그라드 공세에 참여한 약 7만여명에게 수여된 베오그라드 해방 훈장

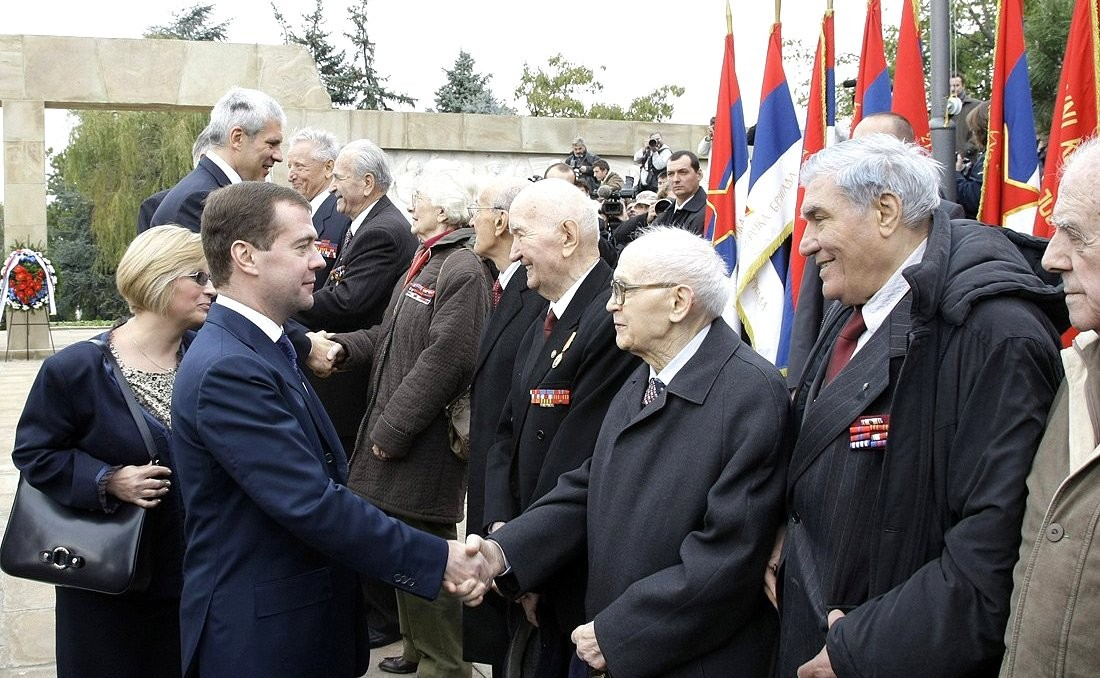
65주년 행사에 참여한 보리스 타디치와 드미트리 메드베데프

  - 제4기계화방위대(중장 즈다노프 블라디미르 이바노비치)
    - 제13기계화방위여단(중령 오바투로프 게나디 이바노비치)
    - 제14기계화방위여단(대령 니키틴 니코데미우스 알렉세이비치)
    - 제15기계화방위여단(중령 안드리아노프 미하일 알렉세이비치)
    - 제36탱크방위여단(대령 주코프 표트르 세묘노비치)
    - 제292자주포방위연대(중령 샤크메토프 세멘 콘드라테비치)

  - 제352중자주포방위연대(대령 티베르코프 이반 마르코비치)
  - 제5기동소총여단(대령 자뱔로프 니콜라이 이바노비치)
  - 제9강습포병사단(소장 라토프 안드레프 이바노비치) 소속 제23곡사포여단(대령 카르펜코 사비아 키릴로비치)
  - 제42대전차포병여단(대령 레오노프 콘스단티네 알렉세이비치)
  - 제22대전차포병사단(대령 단신 이고르 미하일로비치)
- 제57군
  - 제75소총대(소장 아키멘코 안드리안 자하로비치)
  - 제223소총사단(대령 사기토프 아흐나프 가이누트이노예비치)
    - 제236소총사단(대령 쿨리즈스키프 페테르 이바노비치)

  - 제68소총대(소장 시코두노비치 니콜라이 니콜라예비치)
    - 제73소총방위사단(소장 코자크 세묜 안토노비치)
- 다뉴브 무장 소함대
  - 무장 보트 여단(이등 함장 데르자빈 파벨 이바노비치)
    - 제1무장보트분대(소위 바르보트코 세르게이 이그나테비치)
    - 제4무장보트방위분대(중위 부트빈 쿠즈마 이오시포비치)

  - 연안방위군(소령 지디르 클레멘티니 티모페예비치)
- 제17비행대
  - 제10강습항공대(공군 중장 톨스티아코프 올레그 비크토로비치)
    - 제295전투비행단(대령 실베스트로프 아나톨리 알렉산드로비치)
    - 제306강습비행단(대령 이바노프 알렉산드르 빅토로비치)
    - 제136강습비행단(일부, 대령 테레츠코프 니콜라이 파블로비치)
    - 제10강습비행방위단(공군 소장 비트루크 안드레이 니키포로비치)
    - 제236전투비행단(대령 쿠드랴쇼프 바실리이 야코블레비치)
    - 제288전두비행단(일부, 대령 스미르노프 보리스 알렉산드로비치)

### 유고슬라비아
- 제1군(소장 페코 답체비치)
  - 제1프롤레타리아사단(대령 바소 요바노비치)
  - 제6프롤레타리아사단(대령 도코 요바니치)
  - 제5돌격사단(대령 밀루틴 모라차)
  - 제21돌격사단(대령 밀로예 밀로예비치)
- 제12군(소장 다닐로 레키치)
  - 제11돌격사단(대령 밀로쉬 셸레고비치)
  - 제16돌격사단(대령 마르코 페리친)
  - 제28돌격사단(중령 라도이카 네네진)
  - 제36돌격사단(중령 로도슬라브 요비치)

### 불가리아
- 불가리아 제1군

불가리아 제1군은 제2군과 제3군 및 제4군의 일부를 동원하여 유고슬라비아 파르티잔과 함께 1944년 9월부터 불가리아-유고슬라비아 접경에서 독일군을 상대로 전면전을 개시하였다. 여기에는 약 34만 명이 동원되었다. 1944년 12월 불가리아 제1군의 병력은 10만 여명이었고 북으로 진격하여 소련군과 함께 발칸반도에서 독일군을 몰아내었다. 이후 제1군은 1945년 봄이 될 때까지 세르비아, 헝가리, 오스트리아까지 진격하면서 교전과 혹독한 추위로 많은 사상자를 내었다. 이 기간 동안 불가리아 제1군은 블라디미르 스토이체프의 지휘를 받았다.

## 공세 이후
베오그라드 공세에서 승리한 제3우크라이나전선군은 이후 헝가리로 이동하여 제2우크라이나전선군과 함께 독일을 상대로 한 전쟁을 계속하면서, 간헐적으로 유고슬라비아 파르티잔에게 무기와 장비를 지원하였다. 1945년 6월 19일 소비에트 최고회의 주석단은 베오그라드 해방 훈장을 발행하였다.

## 같이 보기
- 유고슬라비아 전선
- 7차 대적 공세
- 유고슬라비아 파르티잔

## 주해
1. ↑  Отечествен은 ‘아버지의 땅’이란 뜻
2. ↑  불가리아 제2군에는 쿠데타 이전에 독일군으로부터 훈련받은 병사들이 섞여 있었다.
3. ↑  불가리아 제2군의 구성은 화기여단, 제8보병사단, 제4보병사단, 제6보병사단, 제24보병사단고 제26보병사단의 일부, 제1돌격소총분견대로 이루어져 있었다. pp.166-208, Grechko

## 참고 문헌
- Dudarenko, M.L., Perechnev, Yu.G., Yeliseev, V.T., et.el., Reference guide "Liberation of cities": reference for liberation of cities during the period of the Great Patriotic War 1941-1945, Moscow, 1985
- David Glantz|Glantz, David, 1986 Art of War symposium, From the Vistula to the Oder: Soviet Offensive Operations - October 1944 - March 1945, A transcript of Proceedings, Center for Land Warfare, US Army War College, 19–23 May 1986
- Glantz, David M. & House, Jonathan (1995), When Titans Clashed: How the Red Army Stopped Hitler, Lawrence, Kansas: University Press of Kansas, ISBN 0-7006-0899-0.
- Seaton, Albert, The fall of Fortress Europe 1943-1945, B.T.Batsford Ltd., London, 1981 ISBN 0-7134-1968-7
- Dupuy, Ernest R., and Trevor N. Dupuy|Dupuy, Trevor N., The encyclopedia of Military History from 3500 B.C. to the present (revised edition), Jane's Publishing Company, London, 1980
- Mitrovski, Boro, Venceslav Glišić and Tomo Ristovski, The Bulgarian Army in Yugoslavia 1941-1945, Belgrade, Medunarodna Politika, 1971
- Wilmot, Chester, The Struggle for Europe, Collins, 1952
- Grechko, A.A., (ed.), Liberation Mission of the Soviet Armed Forces in the Second World War, Progress Publishers, Moscow, 1975